# Carmen (ballet)
Carmen es un ballet en 5 actos creado por el coreógrafo Roland Petit para los Ballets de París según la ópera homónima de Bizet. Con escenografía de Antoni Clavé el ballet fue estrenado el 21 de febrero de 1949 en el Prince´s Theatre de Londres con Zizi Jeanmaire en el papel de Carmen y Roland Petit en el papel de Don José.

## Libreto
Acto 1º. La plaza. Escena popular, las cigarreras y los rufianes bailan. Entrada de Carmen enzarzada en una pelea con otra mujer. Don José de uniforme interviene como agente del orden y queda prendado de Carmen.
Acto 2º. La taberna de Lilas Pastia. Lugar de encuentro del hampa, bandoleros y mujeres de mal vivir. Aparece Don José envuelto en una capa en busca de Carmen e interpreta un solo desafiante. Carmen le responde con otro solo seductor. El baile se generaliza y en el tumulto Don José se lleva a Carmen bajo su capa.
Acto 3º. La habitación. En un ambiente de semipenumbra ensoñada Carmen y Don José celebran con un apasionado paso a dos el triunfo del amor. Irrumpen los bandoleros compinches de Carmen, planean un atraco nocturno y exigen su colaboración. Por dar gusto a Carmen Don José se une a ellos.
Acto 4º. La noche. Al borde de un camino solitario los malhechores esperan a su víctima e instruyen a Don José en el manejo del puñal. Don José expresa sus escrúpulos de conciencia que Carmen recibe con desprecio. Para demostrar su hombría Don José ataca y asesina al caminante al que los bandoleros desvalijan antes de huir con Carmen. Don José queda solo y desesperado.
Acto 5º. La corrida. Delante de la puerta de la Plaza de Toros se agolpan los curiosos para asistir a la llegada triunfal del Torero acompañado de Carmen engalanada. Todos desaparecen en la Plaza, surge Don José cortando el paso a Carmen. Se enfrentan en un duelo a muerte en el que Don José apuñala a Carmen que cae como un muñeco roto a sus pies. En la Plaza el público vitorea la faena del Torero.

## Repercusión
Carmen tuvo un gran éxito en su estreno londinense y en su presentación posterior en París, en el Théâtre Marigny. Zizi Jeanmaire fue aclamada como bailarina y como actriz por su interpretación apasionada y su técnica impecable. A Roland Petit se le reprochó haberse tomado libertades tanto con el libreto como con la música de la ópera de Bizet, pero la crítica reconoció la maestría de la puesta en escena y el carácter innovador de la coreografía. Efectivamente con los pasos a dos de este ballet, especialmente el del acto 3º, Roland Petit revolucionaba el pas de deux clásico y lo situaba con su erotismo explícito y sus fórmulas inconvencionales en pleno siglo veinte.
Existen dos filmaciones de este ballet con Zizi Jeanmaire de protagonista. La primera pertenece a la película Black Tights (dir. Terence Young, 1960) que incluye otros ballets de Roland Petit para los Ballets de París. En esta versión el mismo Petit interpreta el papel de Don José. La segunda es una producción de televisión francesa de 1980, dirigida por Dirk Sanders, en la que Barýshnikov forma pareja con Jeanmaire.